# Нойс
Нойс (нім. Neuss) — місто на заході Німеччини, розташоване в землі Північний Рейн-Вестфалія. Столиця та найбільше місто району Райн-Нойс.
Місто розташоване на західному березі Рейну, навпроти Дюссельдорфа. Лежить на перетині історичних та сучасних торговельних шляхів. Нойс одне з найстародавніших міст Німеччини.

## Історія

### Заснування
Нойс був заснований ще римлянами 16 року до н. е. як військове укріплення, споруджене з деревини та землі. З часом римські війська відійшли під тиском давньогерманських племен. У IX столітті з півночі Європи на південь просувалися річковими шляхами вікінгі. Чимало тогочасних європейських літописці відзначили в своїх літописах присутність вікінгів у Європі та факт існування міста Нойс. У XII столітті в місті було побудовано перше кам'яне укріплення з вежами. Документи засвідчують історичне зростання міста, а також зростання його впливу в епоху Середньовіччя. 1209 року в Нойсі був закладений собор Квірінуса (нім. Quirinus-Münster) на честь святого Квірінуса, що вважається покровителем міста.

### Середньовіччя

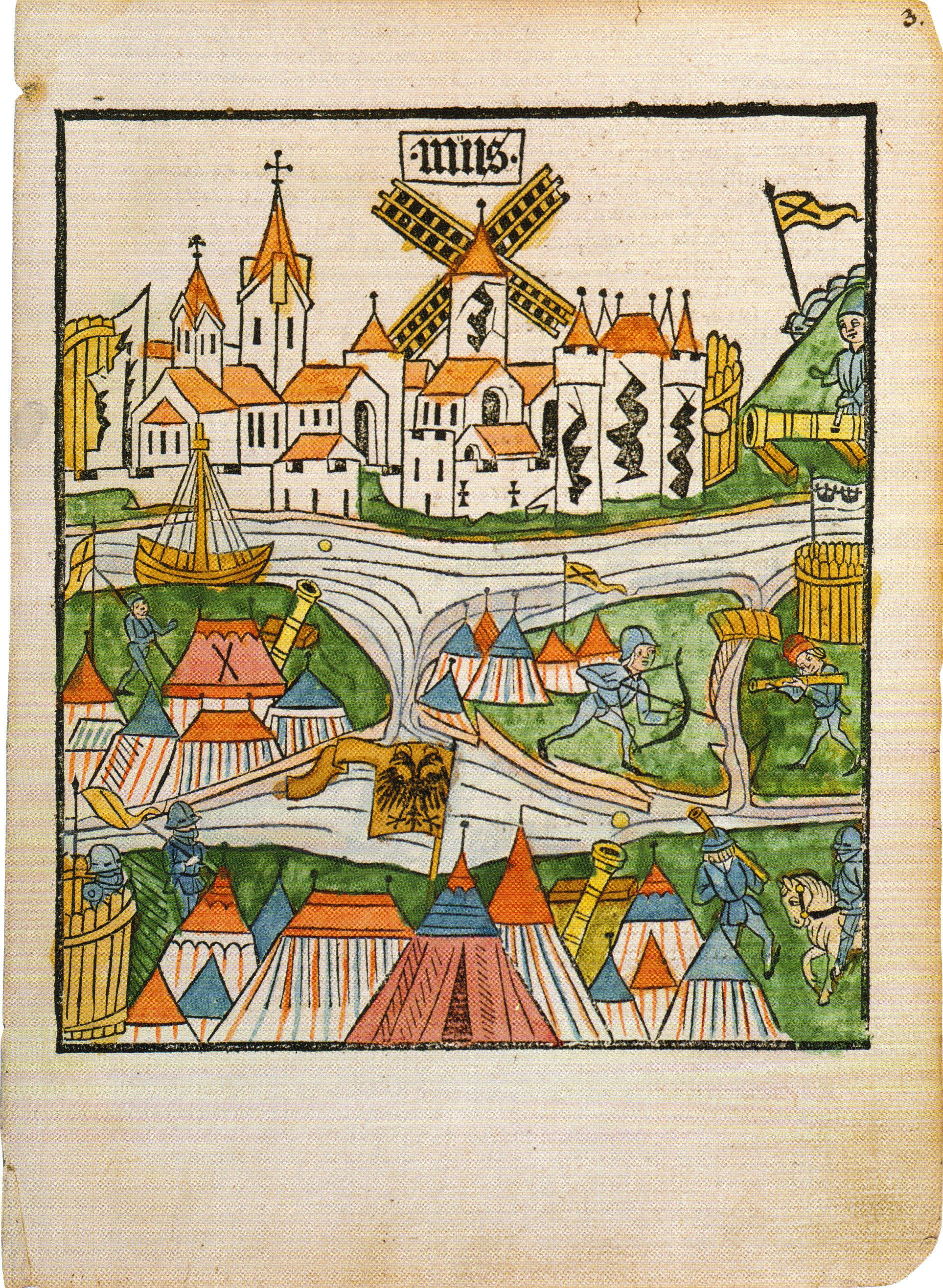
Облога Нойса Карлом Сміливим

Нойс поступово став провідним, впливовим та процвітаючим торговим центром. Протягом X століття мощі мученика та трибуна Квірінуса Нойського було перевезено до Нойса. Таким чином місто стало центром паломництва навіть з країн поза межами Священної Римської імперії.
Як місто Нойс був зареєстрований лише 1138 року. Одною з найважливіших подій в історії міста була облога 1474–1475 років. Карлом Сміливим. Жителі Нойса протистояли облозі, й опісля були винагороджені Святим римським Імператором Фрідріхом III. Місту надали право карбувати власні монети та нести імперський герб з орлом та короною всередині герба Нойса, а 1475 року місто увійшло до Ганзейського союзу, проте це не визнавалося іншими членами Ліги.
1586 року в Нойсі сталася сильна пожежа, яка знищила дві третини всіх будівель.

### XVII–XXст.
Декілька воєн з французьким королем Людовиком XIV призвели до економічного занепаду міста. Його роль як економічного та торговельного центру зменшилася, Нойс зберігав значення лише як центр торгівлі сільськогосподарської продукції.
До кінця XVIII століття Нойс належав до Кельнського архіепіскопства. З 1794 до 1814 року під час панування Наполеона, Нойс, як і вся Рейнська область, входив до Франції. 1815 року після Наполеонівських воєн, Нойс став частиною Королівства Пруссії. У XIX столітті місто повернуло свою економічну міць шляхом збільшення індустріальної діяльності.
1946 року Нойс увійшов до складу Північної Рейн-Вестфаліі.

## Пам'ятки
- Собор Святого Квірінуса.

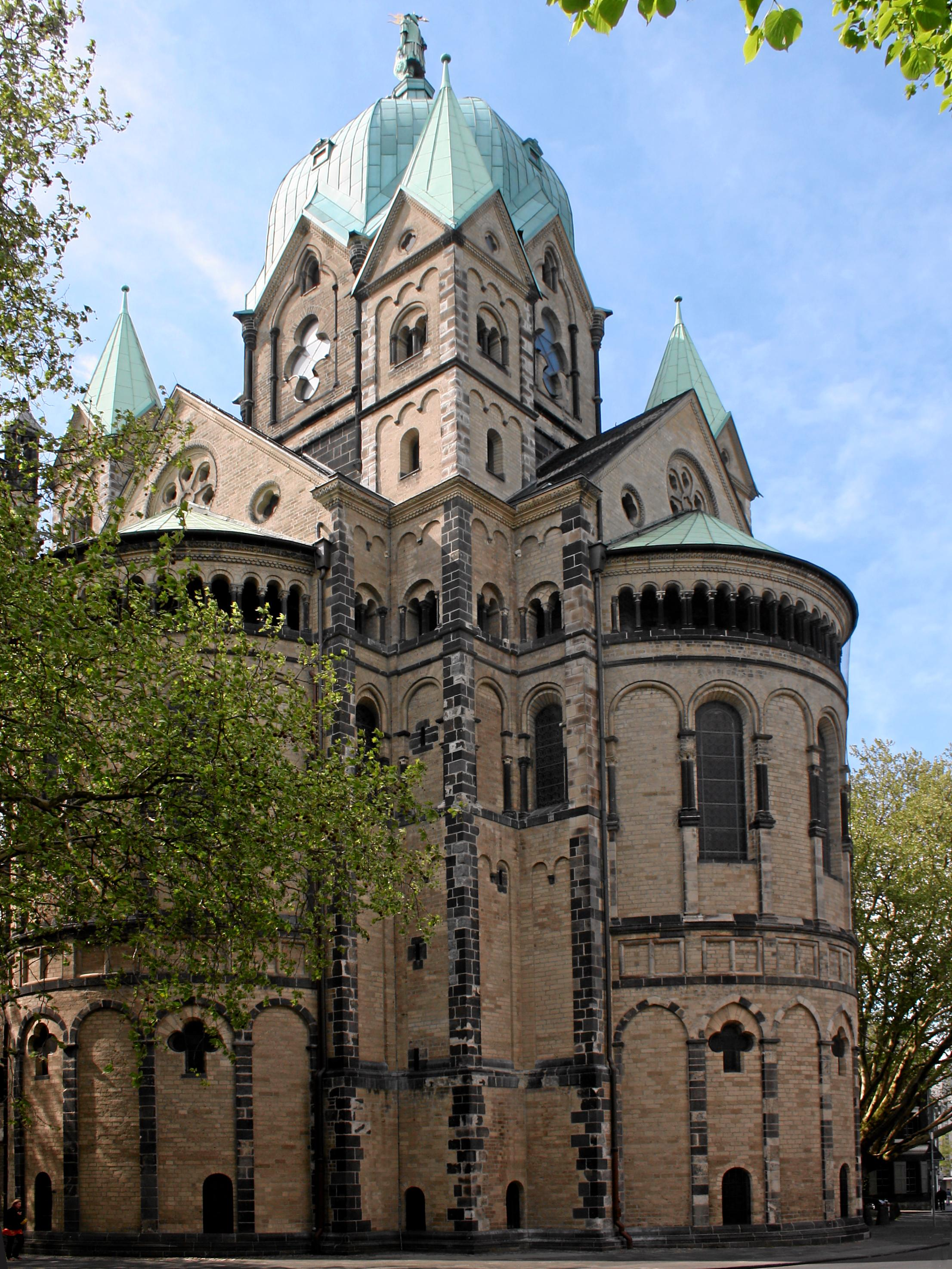
Собор Святого Квірінуса

- Південна міська брама, побудовані близько 1200 року, сьогодні це єдина вціліла брама з шести, які були частиною середньовічного міського укріплення.
- Кривава вежа, побудована в XIII столітті, єдина кругла башта історичного міського укріплення.
- «Чорний кінь» найстаріший трактир, відкритий 1604 року.
- Церква Святого Себастьяна.
- Церква Христа — найстаріша протестантської церкви міста.
- Театр Глобус — копія знаменитого лондонського театру.

## Міста побратими
Шалон-ан-Шампань, Франція 

 Сент-Пол, США 

 Ріека, Хорватія 

 Невшехір, Туреччина 

 Болу, Туреччина 

 Псков, Росія

## Українська громада
Станом на 2015 рік діє парафія Почаївської ікони Божої Матері УПЦ КП: Німецький деканат Української Православної Церкви Київського Патріархату (Ukrainische Orthodoxe Kirche-Patriarchat KIEV
 Deutsches Dekanat der Dekan
 Stephanusstr 4
 41472 Neuss )

## Транспорт
Із Нойса в Дюсельдорф ходять приміські електро- та дизель-поїзди (понад 10 пар на годину у будні), трамвай № U75 сполученням Станція "Нойс-Головний" - Венхаузенська Алея (Дюсельдорф) щодесять хвилин та трамвай номер 708 щодвадцять хвилин. На усіх згаданих лініях інтервал руху у вихідні і ввечері збільшується до години.

## Галерея

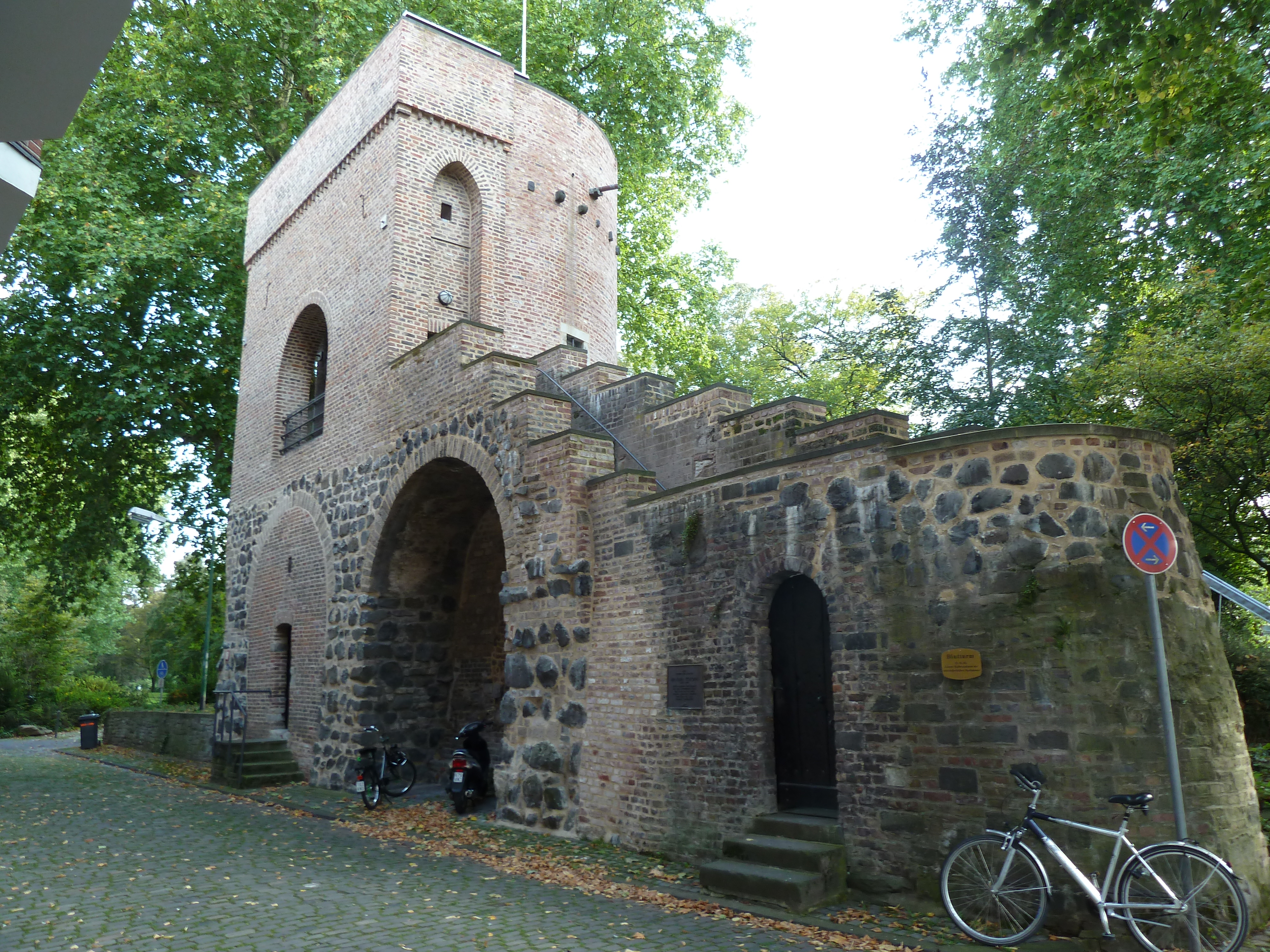
Кривава вежа
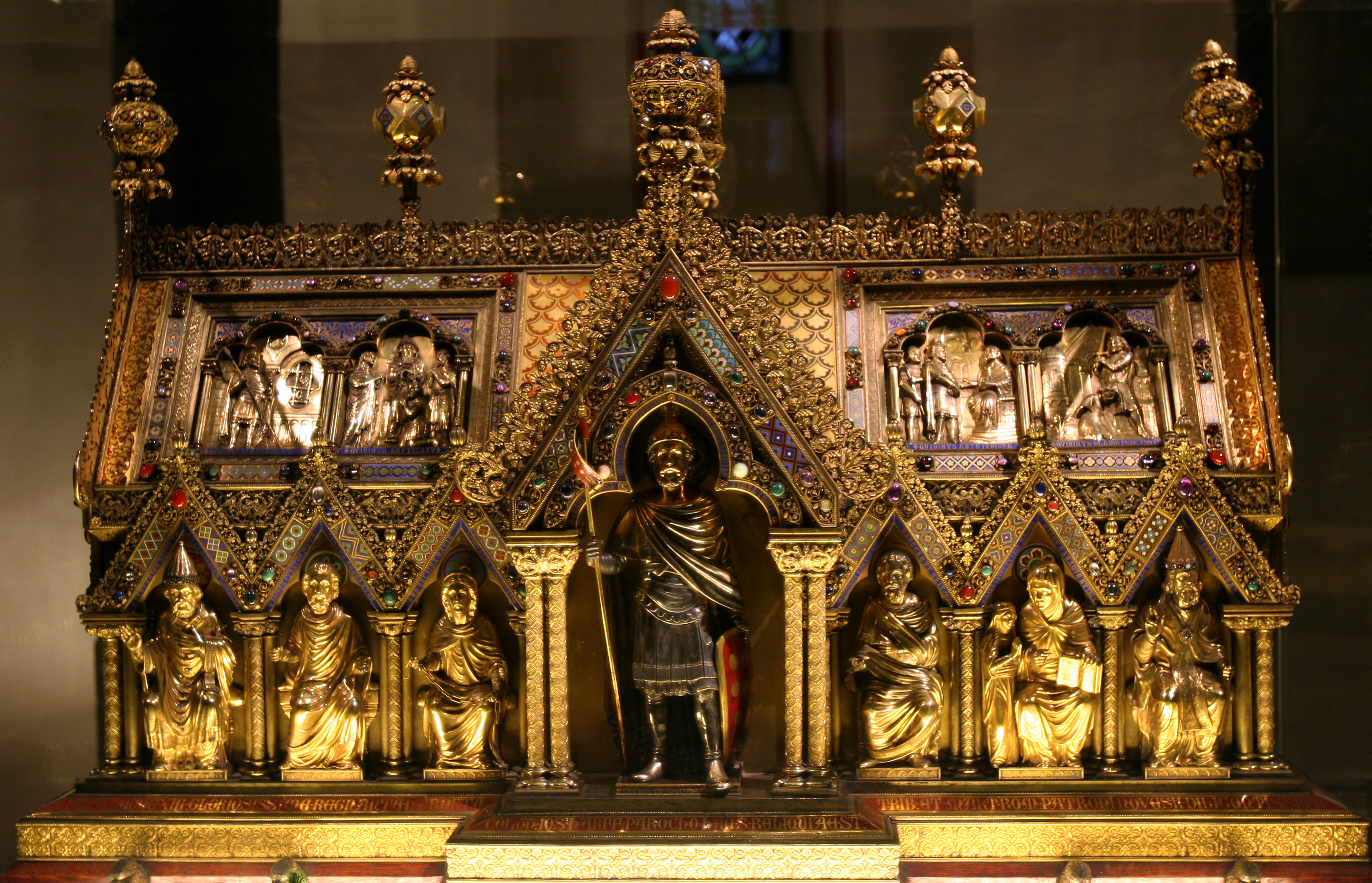
Саркофаг з мощами мученика Квірінуса
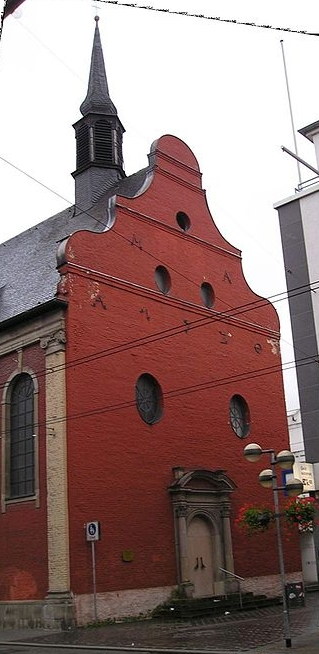
Церква Святого Себастьяна
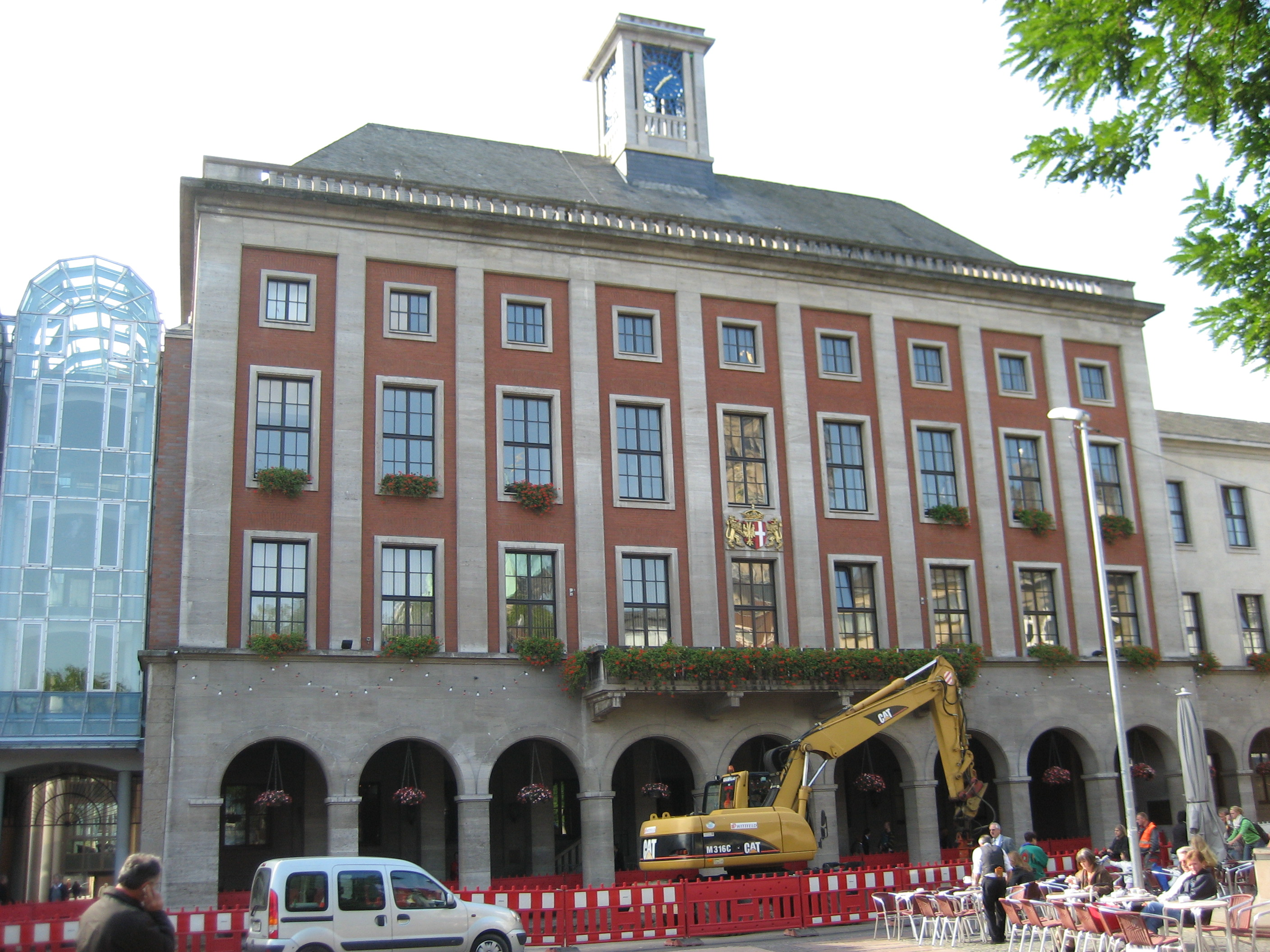
Міська ратуша
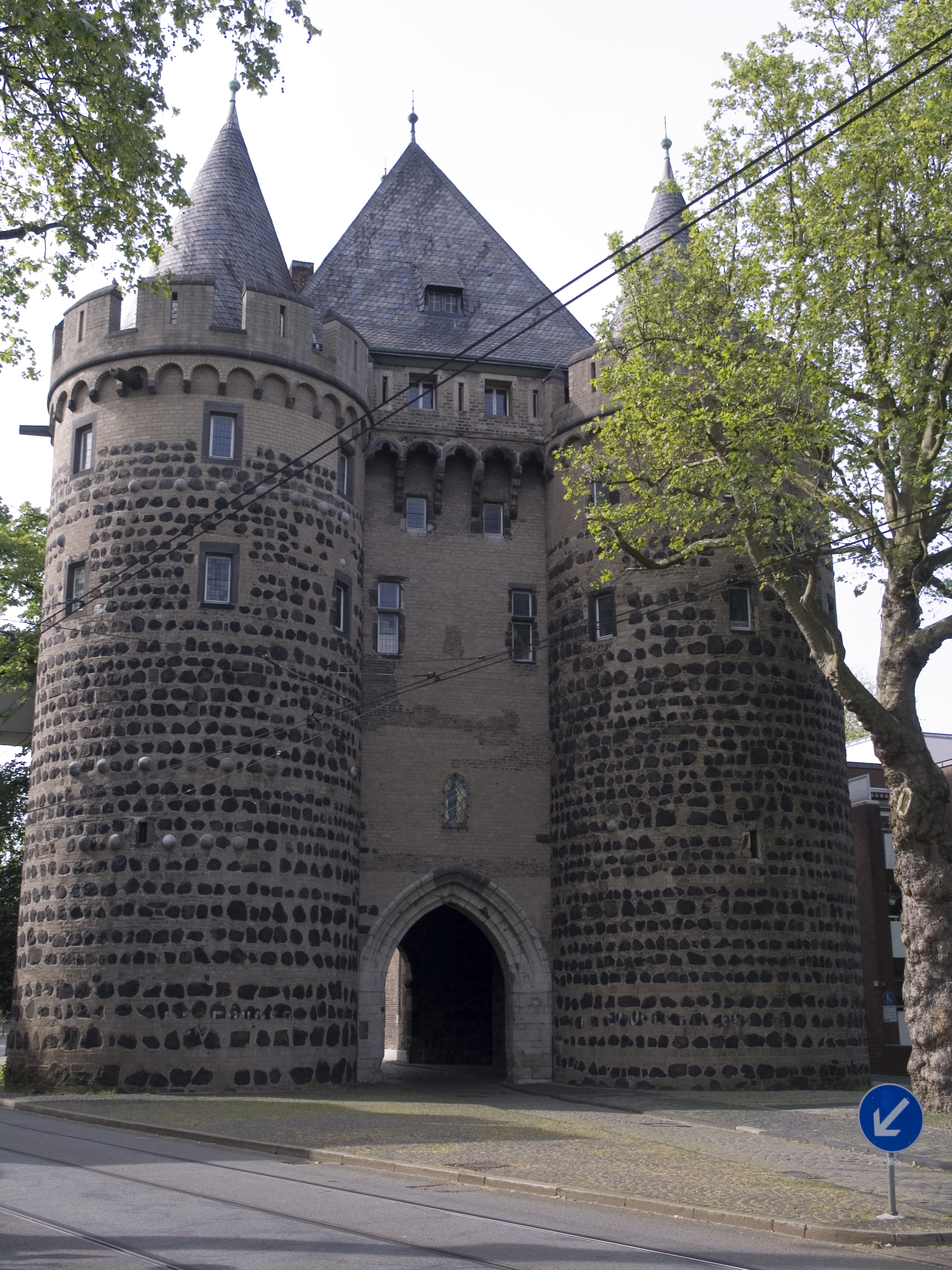
Брама Обертор